# 베롤리
베롤리(이탈리아어: Veroli)는 이탈리아 라치오주 프로시노네도에 위치한 코무네다.

## 역사
베롤리는 기원전 90년에 로마의 무니키피움이 되었다. 743년에는 주교구가 되었고, 콜론나 가문의 동맹이였던 스페인 민병대들에게 점령당하였다.

## 자매 도시
- 오스트리아 브루크안데어무어